# Hans Jagenburg
Hans Rudolf Jagenburg, född 18 augusti 1894 i Kinnarumma, död 5 januari 1971 i Borås, var en svensk friidrottare (höjdhopp). Han tävlade för klubben Skara Läroverks IF och Örgryte IS. 
Jagenburg deltog i höjdhopp vid Olympiska sommarspelen 1920 och kom där på en nionde plats.
Han utsågs 1928 retroaktivt till Stor Grabb nummer 32 i friidrott.

### Fotnoter
1. ↑  Sveriges dödbok 1901–2009, DVD‐ROM, Version 5.00, Sveriges Släktforskarförbund (2010): Jagenburg, Hans Rudolf
2. ↑  ”1920 Summer Olympics, High Jump, Men” (på engelska). olympedia.org. https://www.olympedia.org/results/57191. Läst 30 juli 2020.
3. ↑  ”Stora Grabbar & Tjejer”. Svenska Friidrottsförbundet. Arkiverad från originalet den 3 november 2020. https://web.archive.org/web/20201103212141/https://www.friidrott.se/historik/storagrabbar.aspx. Läst 30 juli 2020.